# 세포 내 공생설

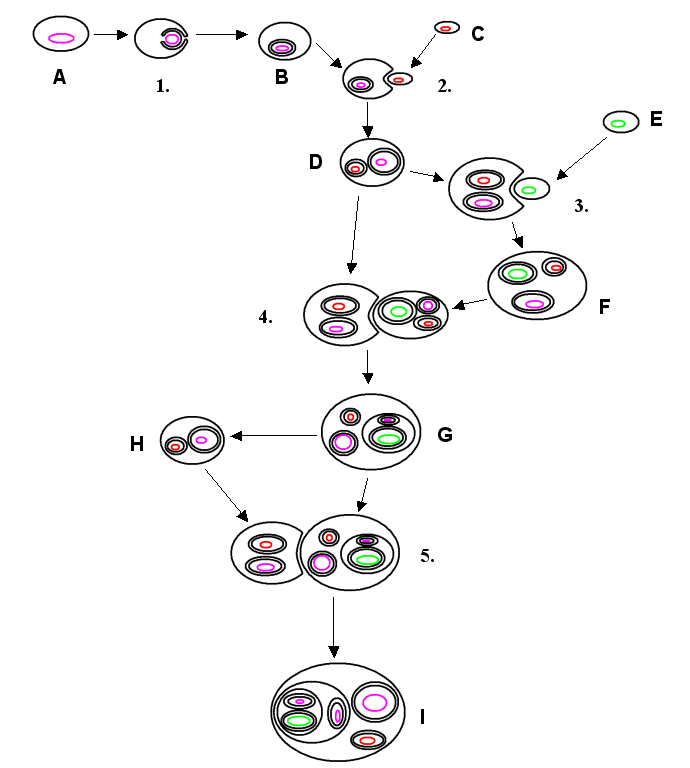

세포 내 공생설(細胞內共生說, 영어: Endosymbiotic theory)은 서로 다른 성질의 원핵생물들이 생존을 위해 공존을 모색하다가 진핵생물로 진화하게 되었다는 가설이다. 다른 원핵생물에게 먹힌 원핵생물이 소화되지 않고 남아있다가 공생하게 된 것으로 생각된다. 린 마굴리스(Lynn Margulis)가 처음 주장하였다.
대부분의 세포소기관과는 달리 이들이 핵의 지배를 받지 않고 (자체 DNA를 가지며 필요한 효소 일부를 자가 합성할 수 있다.) 독자적인 행동을 하는 미토콘드리아와 엽록체의 유사성에 착안하여 그들의 기원을 설명하기 위한 가설이다. 이 가설에 따르면 미토콘드리아는 호기성 세균(프로테오박테리아(proteobacteria)나 리케차(rickecha))에서, 엽록체는 호기성광합성세균(시아노박테리아(cyanobacteria))에서 유래하였을 것으로 보인다.
오늘날에도 두 세균의 공생은 화산(온천) 지역이나 열대 해역에서 볼 수 있다. 화산 지역에는 공기에 가까운 층에는 호기성광합성세균이 혐기성세균이 공기에 노출되는 것을 막아 주며 공기에서 먼 아래쪽 층에는 혐기성화학합성세균이 층을 이루어 호기성세균에게 유해한 물질을 차단하는 공생 관계를 형성하고 있음을 볼 수 있다.

## 같이 보기
- 수소 가설